# گابروونیتسا
گابروونیتسا (به لاتین: Gabrovnica) یک منطقهٔ مسکونی در اسلوونی است که در شهرداری کامنیک واقع شده‌است. گابروونیتسا ۴۰ نفر جمعیت دارد و ۷۲۲ متر بالاتر از سطح دریا واقع شده‌است.